# Masaki Sakamoto
Masaki Sakamoto (阪本 将基 Sakamoto Masaki?), född 24 juni 1996 i Hyōgo prefektur, är en japansk fotbollsspelare.
Sakamoto började sin karriär 2015 i Cerezo Osaka. 2018 flyttade han till Kagoshima United FC.